# Hygrocybe angustifolia
Hygrocybe angustifolia är en svampart som först beskrevs av William Alphonso Murrill, och fick sitt nu gällande namn av Candusso 1997. Hygrocybe angustifolia ingår i släktet Hygrocybe och familjen Hygrophoraceae.   Inga underarter finns listade i Catalogue of Life.